# Какараза
Какараза — вершина в Українських Карпатах. Розташована в крайньому північно-західному відрозі масиву Чорногора, в межах Рахівського району Закарпатської обласні, за 3 км на південний схід від околиці селища Ясіня.
Висота — 1558,7 м. Вершина лежить у межах Чорногірського заповідного масиву (частина Карпатського біосферного заповідника).

## Географія
На південному сході, за 4 км від Какарази розташована гора Петрос Чорногірський (2020 м), а за 10 км — Говерла (2061 м). На заході - північному заході за долиною річки Чорна Тиса (за 10 км) лежить масив Свидовець з найвищою вершиною Близниця (1883 м).
Какараза неглибокою сідловиною (1485 м) з'єднана з полониною, яка є північно-західним відрогом гори Петрос. Нею, через передвершину Петросул (1848 м) можна піднятись на Петрос.